# Friendship Force International
Friendship Force International est une organisation à but non lucratif crée en 1977, ayant pour objectif de promouvoir la compréhension entre les peuples et l’amitié internationale grâce à des séjours chez l’habitant,.

## Historique
Friendship Force a été fondé aux États-Unis par Wayne Smith et présentée officiellement par Jimmy Carter, Président de l'époque lors d’une réunion des Gouverneurs des États à la Maison Blanche. Rosalynn Carter, alors Première Dame des États-Unis, fut la Présidente Honoraire de l’organisation tout en étant aussi membre de son Conseil d’Administration jusqu’en 2002.
Dans les années 1970, les échanges étaient organisés en privatisant des avions charter, chargés de transporter de 150 à 400 citoyens ordinaires jusqu'à une ville d’accueil. Un groupe de taille équivalente embarquait alors pour effectuer le trajet inverse. C’est ainsi qu’est né le terme d’« Échanges». Les visiteurs, appelés “ambassadeurs” étaient invités à séjourner avec des familles locales bénévoles, partager leur vie quotidienne avec pour objectif de faire connaissance et créer des liens, mais aussi de développer une meilleure compréhension de la culture de chacun.
Sept-cent-soixante-deux ambassadeurs ont participé au premier échange Friendship Force, organisé entre Newcastle-upon-Tyne au Royaume-Uni et Atlanta aux États-Unis à la fin des années 1970. 
Pendant les premières années d'existence de l’organisation, des échanges bilatéraux étaient organisés chaque année à l’aide d’avions charter. À partir de 1982, les échanges sont devenus unilatéraux, en groupes plus restreints, voyageant par vols réguliers. Cela a permis plus de flexibilité aux échanges et le développement considérable du nombre de clubs Friendship Force dans le monde.
Au cours des années 1980, grâce à un don financier du Président de l’Industrie des Chantiers Navals au Japon, Mr Ryoichi Sasakawa, convaincu de l'intérêt de l’organisation Friendship Force, un réseau mondial de plus de 350 clubs, répartis sur six continents a pu être développé. Ces entités indépendantes sont organisées et dirigées par des équipes locales de bénévoles. 
En 1985, durant la Guerre Froide un large programme d'échanges (American-Russian-Mutual-Survival) a été développé entre les États-Unis et l'ex-URSS, permettant à des milliers de citoyens Américains et Soviétiques de mieux connaître leurs cultures réciproques et d’œuvrer pour l'amitié et l’entente entre les deux peuples. 
Le succès de ce programme a valu à l’organisation une nomination pour le Prix Nobel de la Paix en 1992.
Friendship Force International a célébré ses quarante ans d'existence le 1er mars 2017 et continue d’organiser 250 à 300 échanges par an. Bien que la taille et le nombre d’échanges ait beaucoup évolué, la formule est restée la même depuis 1977.